# Rodney Mott
Rodney Mott (* 3. September 1957 in New Albany, Indiana) ist ein US-amerikanischer Schiedsrichter im Basketball, der seit dem Jahr 1995 in der NBA tätig ist. Er trägt die Uniform mit der Nummer 71.

## Karriere

### Continental Basketball Association und Drew League
Vor dem Einstieg in die NBA arbeitete er vier Jahre als Schiedsrichter in der Continental Basketball Association und acht Jahre in der Drew League.

### National Basketball Association
Mott begann im Jahr 1995 seine NBA-Schiedsrichterlaufbahn beim Spiel der Portland Trail Blazers gegen die Vancouver Grizzlies.
Am 12. Januar 2007 wurde Mott für drei Spiele gesperrt, nachdem er während eines Spiels obszöne Gesten gegenüber Fans gemacht hatte.